# Fédération française de voile
Pour les articles homonymes, voir FFV.
 (décembre 2020).
Si vous disposez d'ouvrages ou d'articles de référence ou si vous connaissez des sites web de qualité traitant du thème abordé ici, merci de compléter l'article en donnant les références utiles à sa vérifiabilité et en les liant à la section « Notes et références ».
La Fédération française de voile est une fédération sportive créée en 1919 sous le nom d' "Union des Sociétés Nautiques Françaises", devenue "Fédération Française de Voile" en 1940, « Fédération française de yachting à voile » à la Libération, elle reprend le nom qu'on lui connait en 1975.
Son président actuel est Jean-Luc Denéchau.

## Historique
Depuis 1867 différents organismes se succèdent pour gouverner la voile sportive en France. 
C'est d'abord le Yacht Club de France qui organise les premières assemblées des sociétés nautiques. Au cours de ces réunions, l'ensemble des sociétés décide de nouvelles réglementations que le YCF devra faire appliquer.
Quelques problèmes internes scindent le YCF en un club de jeu et sa composante de yachting. Cette dernière prend le nom d' " Union des Yachts Français " et devient la nouvelle autorité nationale en 1891.
Peu de temps après, en 1902, l'ancien YCF disparaît et l'Union des Yachts Français reprend le nom de Yacht Club de France. Avec la Jauge Internationale et la première fédération internationale fondée à Paris en 1907, l'International Yacht Racing Union, le YCF devient l'autorité nationale française au sein de l'union internationale. Mais, à l'intérieur même du YCF, certains membres prennent part à la création de séries extra-réglementaires, contrevenant ainsi à la règle d'autorité nationale. D'autres, dont le vice-président de l'YCF Albert Glandaz, s'opposent à l'irrespect des règles que la communauté internationale vient tout juste de se doter. Il crée l'" Association Française du Yachting de Course " qui se voit reconnu aussitôt comme l'autorité nationale par le comité national des sports et par le Comité Olympique Français, mais pas encore par l'IYRU.
Avec la nomination du commandant Charcot, un ami de Glandaz, à la présidence du YCF, le club se défait de l'autorité nationale au profit l'Union des Sociétés Nautiques Françaises tout juste créé en 1919 et dont Glandaz en est le premier président. Cette première fédération fonctionne de façon démocratique par élections successives, rompant ainsi avec les désignations arbitraires au sein du YCF. 
L'Occupation voit les sports de plein-air se développer avec le ministère de Jean Borotra. Le yachting est interdit par les Allemands sur toute la façade Manche et Atlantique, mais largement soutenu en eaux intérieures par l'État Français. Borotra accorde des "Bons-Matières" pour construire des bateaux des séries autorisées. L'USNF prend le nom de Fédération Française de Voile (première du nom) sans que beaucoup de dirigeants changent. C'est une période charnière pour la voile car le nombre de petits quillards et de dériveurs construits en 3 ans atteint celui de tous ceux construits dans les 70 années précédentes !
Pour rompre avec cette période politique, les mêmes élus veulent se démarquer en changeant le nom de la FFV en « Fédération française de yachting à voile » (FFYV)  en 1946
Elle redevient "Fédération française de voile" (FFV) en 1975.
En 1976, la FFV est agréée pour la première fois par le ministère chargé des sports. La FFV est également membre de la Fédération internationale de voile (ISAF) et du Comité national olympique et sportif français (CNOSF). 

### Identité visuelle (logo)

Logo de la Fédération française de voile jusqu'en 2012.
Logotype de la FFVoile depuis décembre 2012.

## Objet principal
« La FFVoile a pour objet d’encourager, de promouvoir, de développer, d’animer, d’enseigner, d’encadrer, d’organiser, et de contrôler dans la limite de ses prérogatives le sport de la voile sous toutes ses formes de pratique, que celles-ci soient à visée de compétition, de loisir, de pratique éducative et sociale ou d’intérêt touristique. »

La Fédération française de voile regroupe l'ensemble des associations sportives affiliées mais également des associations nationales (UCPA, Glénans, etc.), des organismes à but lucratif dont l’objectif est la pratique d'une ou plusieurs disciplines de la voile dont certains d’importance nationale (club de vacance) ou encore des membres associés qui contribuent au développement de la voile (la Fédération des industries nautiques (FIN), la fédération française des ports de plaisance (FFPP), associations de classe (Figaro Bénéteau, IMOCA, etc.))

## Fréquentation
En 2020, les 1 100 clubs affiliés à la fédération enregistrent 3 300 000 pratiquants réguliers ou occasionnels et distribuent  270 000 licences.

## Objectifs
Comme toute organisation, la fédération s'est donnée des objectifs ambitieux pour l’olympiade 2005-2008 :
- augmenter le nombre d'adhérents ;
- développer la pratique sportive en France ;
- accueillir tous les publics ;
- gérer toutes les formes de pratique de la voile à travers son slogan « la FFVoile, c'est toute la Voile ».

## Missions et organisation
L’encadrement réglementaire et statutaire de la discipline :
- la rédaction et l’application des règlements liés à l’activité voile,
- la délivrance des licences, des titres de Champions de France, des diplômes d’encadrement et la désignation du corps arbitral, etc.
- l’affiliation des clubs, associations de classe, associations nationales.

Un réseau national de clubs FFVoile qui développe :
- la compétition : l’animation sportive à tous les niveaux de pratique,
- l’enseignement : formation et certification des acquis,
- le loisir et la plaisance : pratique ludique et récréative.

Une intervention à différents niveaux sur tous les évènements sportifs voile :
- les championnats de France,
- la semaine olympique française[7],
- les plus grandes courses océaniques, transat', régates (le Vendée Globe, la Route du Rhum, La transat du café (Transat Jacques-Vabre)), le Tour de France à la voile, la Solitaire du Figaro, etc.),
- Et toutes les courses inscrites au calendrier officiel de la FFVoile.

Les équipes de France :
- l’accompagnement au plus haut niveau dans les pôles d’entraînement,
- la recherche de performance aux jeux olympiques et lors des plus grands évènements internationaux.

## Présidents
- 1984 - 1996 : Jean-Louis Menneron
- 1996 - 2017 : Jean-Pierre Champion
- Du 25 mars 2017 au 27 mars 2021 : Nicolas Hénard[8]
- Depuis le 27 mars 2021 : Jean-Luc Denéchau[1]

### Sources
- Les archives de la Fédération sont conservées aux Archives nationales sous la cote 64 AS[9].
- "A travers un siècle de notre yachting de course", Georges-P. THIERRY, Société d'éditions géographiques, maritimes et coloniales, Paris, 1948
- "Le Yacht Club de France - 150 ans - Une histoire du yachting français", F. Delaive, L. Pillon, J. Tagland, F. Chevalier, D. Gabirault, YCF, Paris, 2017